# 쌍봉초등학교 (충북)
쌍봉초등학교(雙峯初等學校)는 대한민국 충청북도 음성군 금왕읍에 위치한 공립 초등학교이다.

## 역사
- 1941년 4월 27일 : 쌍봉공립국민학교 개교(1,2학년 66명)
- 1981년 3월 9일 : 쌍봉국민학교 병설유치원 1학급 개원
- 1994년 11월 15일 : 교가 가사 개작
- 1996년 3월 9일 : 쌍봉초등학교로 학교 명칭 개칭
- 1998년 11월 25일 : 연구학교 발표(교육방송, 도지정)
- 2003년 10월 30일 : 디지털 도서관 리모델링
- 2004년 8월 19일 : 급식소 개축
- 2004년 8월 20일 : 과학실 리모델링
- 2007년 9월 1일 : 제29대 박봉환 교장 부임
- 2009년 2월 18일 : 제64회 졸업(총 4978명)